# Wet (canção de Snoop Dogg)
"Wet" é uma canção do rapper estadunidense Snoop Dogg, lançada como primeiro single do seu décimo primeiro álbum de estúdio Doggumentary. A versão original foi produzida por The Cataracs e o remix oficial intitulado "Sweat" foi produzido pelo disc jockey francês David Guetta. A versão original alcançou a posição 13º na Billboard Bubbling Under Hot 100 Singles, 40º na Billboard Hot R&B/Hip-Hop Songs, 18º na Billboard Rap Songs, já o remix com David Guetta alcançou e posição 4º na Billboard Hot Dance Club Songs.

## Antecedentes
O single foi escrita por Snoop Dogg juntamente com  The Cataracs, que também produziu a faixa. a canção descreve a festa de despedida de solteiro do Príncipe William organizada por Snoop Dogg. "Wet" teve sua estreia no site oficial do rapper no dia 30 de Novembro de 2010 exatamente as 16:20 em referência à cultura cannabis 4:20.

## Sweat
Sweat segundo remix oficial do single, realizado por David Guetta. Foi lançada em 4 de março de 2011, está versão aparece no álbum Nothing But the Beat do DJ David Guetta. Esse remix, utiliza o sample da canção Don't you want me do DJ Britânico Felix, lançada em 1992. A versão dub remix foi produzida pelos DJ's David Guetta e Afrojack que estreou em 13 de Maio de 2011

## Desempenho comercial
No Reino unido "Sweat" estreou na posição 16, duas semanas depois entrou no top 10 da parada britânica, e depois chegou a 4 posição, e também a segunda colocação na UK Dance. A canção também atingiu o número um na Bélgica durante três semanas não-consecutivas. "Wet" alcançou o top 5 em países como Finlândia, Alemanha e Irlanda. Em 14 de março de 2011, "Sweat" estreou no ARIA na posição 60, e na semana seguinte ela subiu 51 posições, indo para a 9 colocação. Três semanas depois, ele atingiu a primeira posição por uma semana, se tornando terceiro single número um de Snoop Dogg na Austrália, desde então foi certificada com Platina quadrupla com vendas superiores a 280 mil copias. O single alcançou a primeira colocação também em outros países, tais como, Áustria, Luxemburgo e França. Nos Estados Unidos o single alcançou a posição 13 na Billboard Bubbling Under Hot 100 Singles, 40 na Billboard Hot R&B/Hip-Hop Songs, 18 na Billboard Rap Songs, e 4 na Billboard Hot Dance Club Songs.

## Vídeo da música
o vídeo foi filmado no Palms Casino Resort em Las Vegas, no vídeo clipe Snoop Dogg realiza uma despedida de solteiro para o Príncipe William e seu irmão Príncipe Harry de Gales antes de seu casamento com Kate Middleton, o vídeo da música teve sua estreia em 5 de Janeiro de 2011 no canal do artista no VEVO.

## Lista de faixas
| Wet Descarga digital |        |         |  |
| N.º                  | Título | Duração |  |
| 1.                   | "Wet"  | 3:47    |  |

| Sweat Descarga digital |                              |         |  |
| N.º                    | Título                       | Duração |  |
| 1.                     | "Sweat" (David Guetta Remix) | 3:15    |  |

| Descarga digital E.P |                                                                  |         |  |
| N.º                  | Título                                                           | Duração |  |
| 1.                   | "Sweat" (David Guetta Remix)                                     | 3:15    |  |
| 2.                   | "Sweat" (David Guetta Extended Remix)                            | 5:43    |  |
| 3.                   | "Sweat" (David Guetta Remix) (David Guetta & Afrojack Dub Remix) | 7:30    |  |
| 4.                   | "Wet" (David Guetta Extended Remix)                              | 5:42    |  |

| Alemanha CD single |                              |         |  |
| N.º                | Título                       | Duração |  |
| 1.                 | "Sweat" (David Guetta Remix) | 3:15    |  |
| 2.                 | "Wet" (David Guetta Remix)   | 3:16    |  |

## Créditos e produção

### Sweat
- Compositor – Calvin Broadus, David Singer-Vine, Niles Hollowell-Dhar, David Guetta, Giorgio Tuinfort, Frédéric Riesterer, Derek Jenkins, Cheri Williams, Dwayne Richardson, Cassio Ware
- Gravação voz – Shon Lawon
- Produtor musical – David Guetta, Giorgio Tuinfort, Fred Riesterer
- Masterização – Brian "Big Bass" Gardner

Fonte:

## Desempenho nas paradas e certificações
| Paradas (2010–2011)                                       | Melhor posição |
| --------------------------------------------------------- | -------------- |
| Alemanha (Media Control AG)                               | 2              |
| Austrália (ARIA)                                          | 1              |
| Áustria (Ö3 Austria Top 75)                               | 1              |
| Bélgica (Ultratop 50) (Flanders)                          | 2              |
| Bélgica (Ultratop 50 (Wallonia)                           | 1              |
| Brasil (Billboard Hot 100 Airplay)                        | 24             |
| Brasil (Billboard Hot Pop & Popular)                      | 6              |
| Canadá (Canadian Hot 100)                                 | 25             |
| Dinamarca (Tracklisten)                                   | 10             |
| Escócia (The Official Charts Company)                     | 6              |
| Eslováquia (Rádio Top 100)                                | 2              |
| Espanha (PROMUSICAE)                                      | 17             |
| Espanha (Airplay Chart)                                   | 15             |
| Estados Unidos (Billboard Bubbling Under Hot 100 Singles) | 13             |
| Estados Unidos (Billboard Hot R&B/Hip-Hop Songs)          | 40             |
| Estados Unidos (Billboard Rap Songs)                      | 18             |
| Estados Unidos (Billboard Hot Dance Club Songs)           | 4              |
| Estados Unidos (Billboard Rhythmic Songs)                 | 31             |
| Finlândia (Suomen virallinen lista)                       | 3              |
| França (SNEP)                                             | 1              |
| Grécia (Billboard Digital Songs)                          | 6              |
| Hungria (Rádiós Top 40)                                   | 6              |
| Irlanda (IRMA)                                            | 3              |
| Israel (Media Forest)                                     | 7              |
| Luxemburgo (Billboard Digital Songs)                      | 1              |
| Nova Zelândia (RIANZ)                                     | 5              |
| Noruega (VG-lista)                                        | 10             |
| Países Baixos (Dutch Top 40)                              | 6              |
| Polónia (Dance Top 50)                                    | 6              |
| Reino Unido (UK Dance Chart)                              | 2              |
| Reino Unido (The Official Charts Company)                 | 4              |
| República Checa (Rádio Top 100)                           | 2              |
| Roménia (Romanian Top 100)                                | 4              |
| Suécia (Sverigetopplistan)                                | 9              |
| Suíça (Media Control AG)                                  | 2              |

| Alemanha (BVMI) | Platina    | 100,000^ |
| Austrália (ARIA) | 4× Platina | 280,000^ |
| Áustria (IFPI) | Ouro       | 15,000º  |
| Bélgica (BEA) | Ouro       | 400,000* |
| Dinamarca (IFPI Dinamarca) | Ouro       | 15,000^  |
| Itália (FIMI) | Platina    | 30,000*  |
| Nova Zelândia (RMNZ) | Platina    | 15,000*  |
| Reino Unido (BPI) | Ouro       | 400,000^ |
| Suécia (GLF) | Platina    | 40,000º  |
| Suíça (IFPI Suíça) | Platina    | 30,000º  |
| *número de vendas baseado na certificação ^ figuras embarques com base apenas na certificação ºnúmeros não especificados baseando-se apenas na certificação |            |          |

| Paradas (2011)                            | Melhor posição |
| ----------------------------------------- | -------------- |
| Alemanha (Media Control AG)               | 7              |
| Austrália (ARIA)                          | 13             |
| Áustria (Ö3 Austria Top 75)               | 3              |
| Dinamarca (Tracklisten)                   | 45             |
| Espanha (Airplay Chart)                   | 50             |
| França (SNEP)                             | 10             |
| Grécia (Billboard Digital Songs)          | 92             |
| Hungria (Rádiós Top 40)                   | 31             |
| Nova Zelândia (RIANZ)                     | 35             |
| Polónia (Dance Top 50)                    | 12             |
| Roménia (Romanian Top 100)                | 32             |
| Reino Unido (The Official Charts Company) | 19             |
| Suíça (Media Control AG)                  | 11             |

## Histórico de lançamento
| País           | Data                  | Formato            |
| -------------- | --------------------- | ------------------ |
| Estados Unidos | 11 de Janeiro de 2011 | Radio contemporary |
| Reino Unido    | 4 de março de 2011    | Descarga digital   |
| Alemanha       | 1 de abril de 2011    | CD single          |